# Élections législatives de 2018 à Saint-Martin
Des élections législatives se déroulent de manière anticipée le 26 février 2018 à Saint-Martin afin de renouveler les 15 membres du Parlement de cette île néerlandaise des Caraïbes. Le parti Démocrates unis (DU), issu de la fusion du Parti populaire uni (PPU) et du Parti démocratique (PD) arrive en tête avec 7 sièges sur 15, mais ne parvient pas à obtenir la majorité absolue, nécessitant la formation d'une coalition avec le parti chrétien après plusieurs mois de négociation. 
Le gouvernement prend finalement ses fonctions le 25 juin, avec la confirmation au poste de Premier ministre de Leona Marlin-Romeo (DU), qui assurait l'intérim depuis la démission de William Marlin en février.

## Contexte
Le gouvernement du Premier ministre William Marlin fait l'objet d'une motion de censure à deux reprises le 2 puis le 10 novembre 2017. Il lui est alors reproché sa conduite des négociations avec le gouvernement néerlandais sur des mesures anti-corruption et sur les fonds d'aides au redressement mis en place à la suite du passage des ouragans Irma et Maria. À la suite des importants dégâts causés par ces ouragans, William Marlin avait en effet demandé une aide au gouvernement néerlandais, chiffrée à 550 millions d'euros. Plusieurs garanties étaient alors exigées par La Haye, notamment un contrôle plus strict des frontières et de l’immigration, et surtout l’instauration d’une nouvelle institution, dite « Chambre d'intégrité », chargée de vérifier et garantir l’honnêteté et la transparence des politiques mises en place. Très ferme, Marlin rejette ces demandes de garanties, jugeant que la catastrophe de l’ouragan ne permet pas de justifier de telles requêtes. Sa position est alors l’origine de désaccord au sein de la coalition, et provoque finalement le départ du Parti démocrate de la coalition.
Restant à son poste car constitutionnellement chargé des affaires courantes, Marlin refuse de démissionner après la première motion, entraînant la deuxième. Le gouvernement néerlandais demande alors par décret royal au gouverneur Eugene Holiday de le révoquer. Sous la pression, Marlin accepte finalement de remettre sa démission. Le Parlement est dissous le 31 janvier 2018, entraînant des élections anticipées à peine dix-huit mois après les précédentes, elles-mêmes anticipées après la chute du gouvernement de Marcel Gumbs en 2015.

## Système politique et électoral
L'île de Saint-Martin est une île néerlandaise des caraïbes organisée sous la forme d'une monarchie parlementaire. L'île forme un État du Royaume des Pays-Bas à part entière depuis la dissolution des Antilles néerlandaises en 2010. Le roi Guillaume-Alexandre en est nominalement le chef de l'État et y est représenté par un gouverneur.
Le parlement est monocaméral. Son unique chambre, appelée États de Saint-Martin, est composée de 15 députés élus pour 4 ans selon un mode de scrutin proportionnel plurinominal dans une unique circonscription. Les États de Saint-Martin nomment le Premier ministre qui forme son gouvernement. Ce même Premier ministre propose au souverain un gouverneur de Saint-Martin, représentant de la couronne nommé pour un mandat de six ans renouvelable une fois.
Peuvent participer au scrutin les partis représentés au parlement ou ayant recueilli les signatures d'au moins 1 % du nombre de votes valides aux élections précédentes, soit ici 142 voix.

## Résultats
|                        |                                       |        |       |        |               |  |  |  |  |
| Partis                 | Partis                                | Voix   | %     | Sièges | +/-           |  |  |  |  |
|                        | Démocrates unis (UD)                  | 5 748  | 42,41 | 7      | [ a ]         |  |  |  |  |
|                        | Alliance nationale (NA)               | 4 139  | 30,54 | 5      | en stagnation |  |  |  |  |
|                        | Parti uni de Saint-Martin (USP)       | 1 788  | 13,19 | 2      | 1             |  |  |  |  |
|                        | Parti chrétien (CP)                   | 1 181  | 8,71  | 1      | 1             |  |  |  |  |
|                        | Mouvement pour le développement (MD)  | 416    | 3,07  | 0      | en stagnation |  |  |  |  |
|                        | Alliance populaire progressiste (PPA) | 280    | 2,07  | 0      | en stagnation |  |  |  |  |
|                        |                                       |        |       |        |               |  |  |  |  |
| Suffrages exprimés     | Suffrages exprimés                    | 13 552 | 97,13 |        |               |  |  |  |  |
| Votes blancs et nuls   | Votes blancs et nuls                  | 401    | 2,87  |        |               |  |  |  |  |
| Total                  | Total                                 | 13 953 | 100   | 15     | en stagnation |  |  |  |  |
| Abstention             | Abstention                            | 8 606  | 38,15 |        |               |  |  |  |  |
| Inscrits/Participation | Inscrits/Participation                | 22 559 | 61,85 |        |               |  |  |  |  |